# George Brown (juge bélizien)
Pour les articles homonymes, voir George Brown (homonymie).
George Noel Brown, né le 13 juin 1942 et mort le 26 juillet 2007, est le juge en chef de la Cour suprême du Belize de 1991 à 1998.

## Biographie
George Brown est né le 13 juin 1942 de Noel « Todd » Brown et Elma Priscilla et grandit à Gales Point, dans le District de Belize. Il est passionné de voile. Il étudie au St. Michael's College de Belize City, où il fait partie des équipes de football, de cricket et d'athlétisme. Il fait ensuite ses études de droit à la Norman Manley Law School, en Jamaïque.
George Brown sert le système judiciaire bélizien pendant plus de quatre décennies, gravissant les échelons. Il commence comme magistrat non professionnel et, après avoir obtenu le titre de Procureur de la Couronne (Crown Counsel), il rejoint le Bureau du directeur des poursuites publiques. Il devient ensuite Solliciteur général et occupe le poste de juge en chef par intérim de la Cour suprême entre 1985 et 1986, avant d'être nommé juge en chef en 1991.
Son mandat est marqué par un conflit avec le Comité judiciaire du Conseil privé sur la question de la peine capitale. Sur les vingt condamnations à mort qu'il a prononcé au cours de ses dernières années, le Conseil privé a accordé un sursis à l'exécution dans tous les cas qui ont fait l'objet d'un appel. Un article paru dans un journal londonien se moqué de la façon dont Brown installe des haut-parleurs dans la salle d'audience et prononce des jugements « de feu et de sang » qu'il prétendait d'inspiration divine. L'article est interdit de publication au Belize. Vers la fin de son mandat, sa santé commence à se détériorer et il souffre de crises d'épilepsie. Il présente sa démission en novembre 1997 et George Singh lui succède début 1998. Après sa retraite, il travaille à titre privé comme consultant pour le cabinet d'avocats Lionel Welch, et occupe également le poste de juge par intérim de la Cour suprême à partir du 7 avril 1999, aux côtés de Wilfred Elrington.
En mai 1998, il cofonde la George Noel Brown Foundation avec Ella-Jean Gillett et Valentina Reyes pour promouvoir l'athlétisme et l'artisanat. Cependant, sa santé continue de se détériorer par la suite et en 2001, désorienté, il se perd dans Belize City. Il meurt le 26 juillet 2007. Ses funérailles ont lieu à l'Ephesus Seventh-Day Adventist Church à Belize City.

### Vie privée
Il est marié à Magdalene Elizabeth Brown, et ils ont quatre filles et deux fils.

## Récompenses
En février 2007, il reçoit le prix James A. Waight de la Belize Audubon Society pour sa contribution au développement social, culturel et environnemental du Belize, en particulier pour son action caritative visant à initier les jeunes en difficulté scolaire à la voile et à la construction de bateaux.